# 二氯尼特
二氯尼特（英語：diloxanide）是一種用於治療阿米巴病感染的藥物。在疾病低流行地區，當個體發生無症狀感染時（經由糞便、血清或是影像學檢查），此藥物通常作為巴龍黴素治療失敗後的二線用藥。對於有症狀性的患者，二氯尼特常作為甲硝唑或替硝唑治療後的輔助用藥。此藥物採口服方式給藥，配合飲用水將整顆藥丸吞入，不可咀嚼或咬碎。
它是一種腸腔阿米巴滅蟲劑，表示它僅對腸道內的感染發生作用。
二氯尼特是一種二氯乙酰胺衍生物，於1956年首度被合成，隨後被核准用於醫療用途。它已被納入世界衛生組織基本藥物標準清單之中。自2012年起，該藥物在多數已開發國家（包括澳大利亞、加拿大和美國）已終止商業銷售。

## 醫療用途
此藥物以二氯尼特糠酸酯（一種酯類化合物，由二氯尼特和糠酸結合而成，二氯尼特糠酸酯是二氯尼特的前體藥物，進入人體後會被代謝，成為二氯尼特和糠酸。僅二氯尼特具治療活性）形式製備，是一種腸腔阿米巴殺蟲劑，僅在消化道中發揮作用。在阿米巴病非流行地區，當患者有無症狀性阿米巴病感染時，此藥物通常被視為第二線治療藥物。巴龍黴素通常被認為是治療這類病例的一線治療藥物。
對於有症狀的人，可在使用甲硝唑或替硝唑等可滲透組織的阿米巴殺蟲劑治療後，將二氯尼特作為輔助用藥。

## 不良影響
一般而言，二氯尼特毒性較低，人體對其有良好耐受性，且價格便宜。
使用二氯尼特糠酸酯的副作用有頭痛、嗜睡、眩暈、頭暈、失方向感、放屁、噁心、嘔吐、腹瀉、便秘、腹痛、瘙癢和出現蕁麻疹等。

## 特定群體

### 懷孕
雖然個體在懷孕期間使用二氯尼特對於胎兒沒明顯的危害風險，但除非有必要應在懷孕前三個月避免使用。

### 母乳哺育
不建議進行母乳哺育的個體（避免可能影響嬰兒）和2歲以下的兒童使用二氯尼特。

### 年長者
藥物可能會對年長者產生不良反應，應謹慎使用。

## 禁忌症
對於二氯尼特糠酸酯或是製劑中成分過敏者禁用此藥物。

## 交互作用
迄今尚未發現會與其他藥物發生交互作用。飲酒可能會將副作用強化。

## 藥理學
二氯尼特可破壞痢疾阿米巴的活動體，並阻止阿米巴包囊形成。藥物確切作用機制尚未被確定。 二氯尼特在結構上與氯黴素相關，可能是透過與破壞阿米巴原蟲核醣體類似的方式發揮作用。
二氯尼特糠酸酯是前藥，在胃腸道中經代謝後釋放活性藥物二氯尼特而發揮作用。
使用劑量的90%會以葡萄糖苷酸形式經由尿液排泄，剩餘的10%以二氯尼特原形經由糞便排泄。

## 社會與文化
此藥物於1956年首次由英國藥業博姿公司合成，以商品名Furamide販售。它已列入世界衛生組織基本藥物標準清單。但該藥物自2012年起在多數已開發國家已終止商業性銷售。而之後亞培藥廠將二氯尼特與甲硝唑聯合配製成複方藥，以商品名Entaminzole於市面上販售 ，用於治療阿米巴病和梨形鞭毛蟲病的感染。